# Coccomyces crystalligerus
Coccomyces crystalligerus är en svampart som beskrevs av Sherwood 1980. Coccomyces crystalligerus ingår i släktet Coccomyces och familjen Rhytismataceae.   Inga underarter finns listade i Catalogue of Life.